# Ахмиліна Лідія Спиридонівна
Лідія Спиридонівна Ахмиліна (17 липня 1937 — 12 січня 1997) — передовик радянського сільського господарства, доярка колгоспу імені XXII з'їзду КПРС Кожевниковського району Томської області, Герой Соціалістичної Праці (1966).

## Біографія
Народилася в 1937 році в селі Єрестна, нині Кожевниковського району Томської області в селянській російській родині Глазиріних. 
У 1952 році завершила навчання в шостому класі школи. Стала працювати дояркою в колгоспі імені Сталіна (з 1961 року - колгосп XXII з'їзду КПРС). Постійно домагалася високих виробничих результатів по надоях. Була найкращою дояркою в районі та неодноразовим переможцем соціалістичного змагання. 
Указом Президії Верховної Ради СРСР від 22 березня 1966 року за отримання високих результатів у сільському господарстві і рекордні показники у тваринництві Лідії Спиридонівні Ахмиліній присвоєно звання Героя Соціалістичної Праці з врученням ордена Леніна і медалі «Серп і Молот.
Продовжувала й надалі працювати в сільському господарстві, перейшла працювати в радгосп "Промінь" Кожевниковського району.
Обиралася депутатом Томського обласної Ради народних депутатів.
Померла 12 січня 1997 року. Похована на сільському цвинтарі в рідному селі.

## Нагороди
- золота зірка «Серп і Молот» (22.03.1966)
- орден Леніна (22.03.1966)
- інші медалі.